# Dennis Eagan
Dennis Eagan, né le 13 août 1926 à Quetta au Pakistan et mort le 1er juillet 2012, est un joueur britannique de hockey sur gazon.

## Carrière
Dennis Eagan a fait partie de la sélection britannique de hockey sur gazon médaillée de bronze aux Jeux olympiques d'été de 1952 à Helsinki.